# 撒莲镇
撒莲镇，是中华人民共和国四川省攀枝花市米易县下辖的一个乡镇级行政单位。2019年12月，撤销垭口镇，将所属行政区域划归撒莲镇管辖。

## 行政区划
撒莲镇下辖以下地区：
禹王宫社区、湾崃社区村、海塔村、金花塘彝族村、摩挲沟社区村、禹王宫社区村和平阳社区村。